# Нижний замок (Кобрин)
Нижний замок — часть Кобринского замка, в отличие от чисто оборонительного комплекса Верхнего замка представлял собой жилой комплекс феодального двора.

## Описание
С городом соединялся мостом через Кобринку и брамой, в нижнем ярусе которой были расположены на двух уровнях шесть кладовых, в верхнем — две светлицы с кладовыми и сенцами. Замок окружали городни с пятью башнями.
Левая часть застройки детинца от въездных ворот к воротам Верхнего замка была выделена как парадная дворцовая. Здесь находилось большое крестовое в плане жилое здание. Его центральный узел создавала прихожая с двумя каменными каминами. К прихожей с трех сторон примыкали близкие по планировке блоки, каждый из которых состоял из светлицы и одной или двух кладовых. Одна из светлиц служила трапезной. Противоположная часть детинца имела хозяйственный характер. Здесь стояли жилые дома замковой челяди, двухэтажные свирны-амбары, конюшня, возовня (сарай для телег), лямус.
В одной из башен этой линии застройки располагалась водяная мельница. Ее колесо приводилось в движение водой Мухавцы по специальному жёлобу-«спусту».